# Analog elektronik
Analog elektronik er elektronik der behandler/benytter elektriske signaler i et kontinuert område.
Pladespillere eller grammofoner er eksempler på analog elektronik, idet rillerne i grammofonpladen svinger sidelæns og op og ned (i mikroskopiske bevægelser), hvorved pickupnålen, som under afspilningen ligger i denne rille, svinger med. Derved induceres direkte en svag strøm i pickuppen med en styrke som nøje svarer til pickupnålens udsving.
Et andet eksempel er et kameras objektiv som kan zoome analogt eller digitalt. Den analoge zoom benytter det analoge lys, som stråler ind gennem objektivet, til at forstørre billedet uden at foretage gennemsnitsberegninger.
Dette modsvares af den digitale elektronik, der benytter trinvise, talbaserede niveauer.